# صدوع (طب)

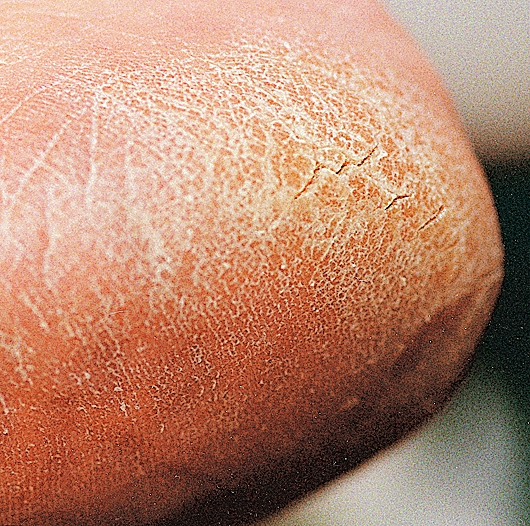

الصُدوع (بالإنجليزية: Rhagades)‏ هي شقوق أو تصدُعات أو نُدوب طولية في الجلد، وخاصةً عند زوايا الفم أو الأنف، حيثُ تميل هذه الصُدوع إلى التَشكل في المناطق المُتحركة. قد تحدث نتيجةً لعدوى بكتيرية في الجلد، وهي ترتبط بمرض الزهري الخلقي، فتكون واحدةً من مظاهر المرحلة المُتأخرة من الزُهري الخلقي، إلى جانب قصبة الساق السيفية، وأسنان هتشنسون، والأنف السرجي، ومفصل كلاتون (وعادةً الزليل الركبي).